# Ханс фон Фронхофен
Ханс фон Фронхофен (на немски: Hans von Fronhofen; † 1505) е съветник в Курфюрство Бранденбург, хауптман в Одерберг-Щолценхаген в Бранденбург.
Той е син на Фолбрехт фон Фронхофен († сл. 1480) и съпругата му Юта Клара фон дер Лиш († сл. 1462). Внук е на Ханс фон Фронхофен († сл. 1478) и втората му съпруга Елизабет фон Абенсберг.
Резиденцията на рода е замък Фронхофен в дненшния Фронройте в Баден-Вюртемберг.
Баща му е съветник в Курфюрство Бранденбург, и първият хауптман в Одерберг. През 1486 г. Ханс и баща му са в почетната охрана в манастир Хайлсброн при погребението на курфюрст Албрехт Ахилес фон Бранденбург.

## Фамилия
Ханс фон Фронхофен се жени пр. 1500 г. за Катарина фон Барневиц (* пр. 1467; † сл. 1505), дъщеря на Ханс Йоахим фон Барневиц († 1514) и Кристина фон Крьохер († сл. 1500). Те имат две деца:
- Кристоф фон Фронхофен (* пр. 1482; † пр. 1536), женен пр. 1499 г. за Клара фон Шварценберг (* пр. 1485; † пр. 1534), внучка на фрайхер Михаел II фон Шварценберг (†1489), дъщеря на Волфганг фон Шварценберг († 1543) и Осана фон Гутенберг († 1541); имат син
- Маргарета фон Фронхофен (* 1505, Одерберг; † ноември 1566, Бадинген), омъжена	1528 г. за Адам фон Трот цу Золц (* 1505; † 1564/27 април 1572), императорски фелдмаршал, главен дворцов маршал в Бранденбург